# Gombergean
Gombergean är en kommun i departementet Loir-et-Cher i regionen Centre-Val de Loire i de centrala delarna av Frankrike. Kommunen ligger i kantonen Saint-Amand-Longpré som tillhör arrondissementet Vendôme. År 2022 hade Gombergean 163 invånare.

## Befolkningsutveckling
Antalet invånare i kommunen Gombergean
| Referens: INSEE |